# Fysische optica
Onder fysische optica of golfoptica wordt verstaan het deelgebied van de optica dat licht beschrijft en verklaart volgens een golfmodel.
Licht is een zich in de ruimte voortplantende combinatie van elektrische en magnetische velden, die rechtstreeks afgeleid kan worden uit de Wetten van Maxwell, die de basis vormen van het klassieke elektromagnetisme. Licht is dus een vorm van elektromagnetische straling. In de fysische optica kunnen veel eigenschappen van het licht worden verklaard die door de geometrische optica niet kunnen worden beschreven. Daartoe behoren onder meer kleur, interferentie, diffractie (ook wel buiging genoemd), polarisatie en het dopplereffect.

## Geschiedenis

Diffractie aan een spleet, volgens het principe van Huygens-Fresnel. De gele punten stellen denkbeeldige uitgangspunten voor nieuwe golven voor.

Reeds in de 17e eeuw zag men in dat de klassieke interpretatie van licht als een bundel rechte stralen niet meer voldeed. Diffractie en interferentie kunnen daarmee niet worden verklaard. Christiaan Huygens merkte rond 1650 op dat een lichtvoortplanting analoog aan die van watergolven deze verschijnselen zou kunnen verklaren. Hij formuleerde het principe van Huygens, dat stelt dat van ieder punt van een golf bolvormige elementaire golven uitgaan, die superponeren en zo de waargenomen diffractieverschijnselen veroorzaken. Aanvankelijk werd Huygens niet serieus genomen, omdat men de voorkeur gaf aan de deeltjestheorie van Isaac Newton. Pas in de 19e eeuw werd de golftheorie bevestigd door de proef van Thomas Young met diffractie bij een dubbele spleet. Joseph von Fraunhofer en Augustin Jean Fresnel hebben de golftheorie verder uitgewerkt.

## Eigenschappen van lichtgolven
Volgens de fysische optica is licht een transversale golf, dat wil zeggen een golf die trilt loodrecht op zijn voortplantingsrichting (de richting van de Poynting-vector). Hij wordt gekarakteriseerd door zijn golflengte, zijn amplitude en zijn fase.

### Kleur en intensiteit
De kleur van het licht wordt bepaald door de frequentie. Monochromatisch licht heeft slechts één frequentie, terwijl wit licht ontstaat door superpositie van golven met veel frequenties. Volmaakt wit licht bevat voor alle frequenties eenzelfde intensiteit. De golflengte van het licht hangt af van de frequentie en de voortplantingssnelheid, die op zijn beurt weer afhangt van de brekingsindex van het medium waarin het licht zich voortplant. Diffractieverschijnselen hangen alleen af van de golflengte. In lucht is de voortplantingssnelheid slechts weinig minder dan die in vacuüm, zodat ook de golflengte van een bepaalde kleur licht in lucht ook nauwelijks van die in vacuüm verschilt.
De intensiteit van het licht is recht evenredig met het tijdsgemiddelde van het kwadraat van de amplitude.

### Coherentie en interferentie

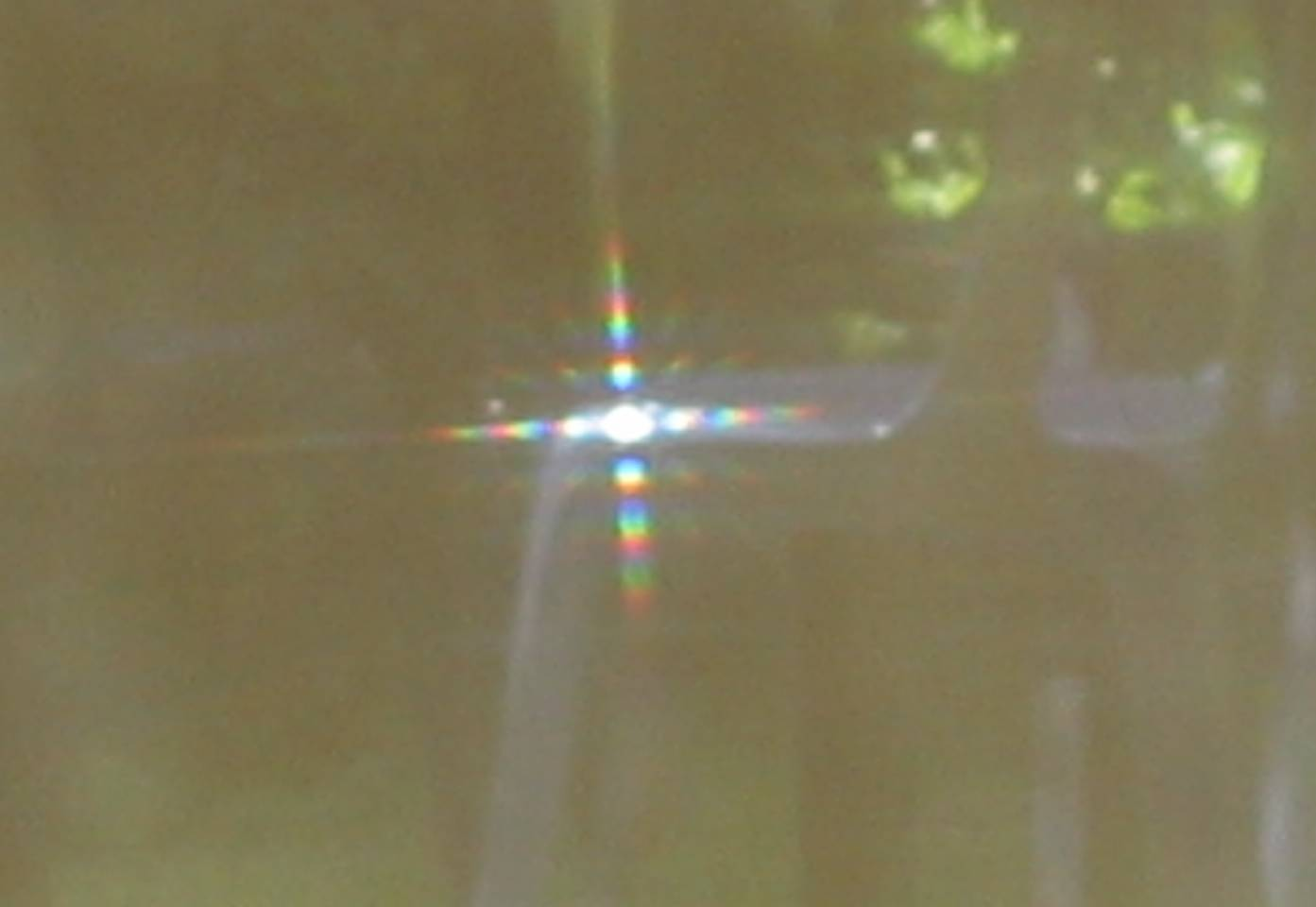
Diffractie door een gordijn

Behalve de amplitude kan ook de fase van de golf een rol spelen. Als golven uit verschillende bronnen een constant faseverschil hebben, dan spreekt men van coherentie. Een coherente lichtbron is in de praktijk mogelijk dankzij de uitvinding van laserlicht, dat niet alleen coherent is, maar bovendien vrijwel volmaakt monochromatisch. Coherente golven hebben de eigenschap dat zij een statisch interferentiepatroon vertonen. De verschillende golven superponeren dan zodanig dat zij elkaar op vaste plaatsen versterken (twee golftoppen vallen samen: constructieve interferentie) en op andere vaste plaatsen verzwakken (golftop en golfdal vallen samen: destructieve interferentie).
Een belangrijke toepassing van interferentie is de holografie, waarvoor coherentie vereist is en dus laserlicht nodig is.
Bij het beschrijven en ontwerpen van optische filters is interferentie de kern van de zaak. Een optische filter bestaat uit een stapel dunne lagen met verschillende optische materialen (met dikten in de ordegrootte van optische golflengten). Interferentie treedt op tussen de invallende, de gereflecteerde en de doorgelaten lichtbundels. Coherentie is hierbij niet vereist.
Een tralie is een instrument om een golflengte-afhankelijk transmissie- of reflectiegedrag te creëren. Hierbij spelen zowel diffractie als interferentie een rol. Een bekend voorbeeld zijn de regenboogkleuren die men ziet wanneer een witte lamp wordt gereflecteerd aan het oppervlak van een cd of een dvd. Men kan hiermee zelfs zien dat veel spaarlampen geen continu spectrum vertonen.

### Polarisatie
Een transversale golf trilt weliswaar steeds loodrecht op de voortplantingsrichting van de golf, maar heeft toch nog twee vrijheidsgraden. Wanneer de trilling voortdurend in één vlak plaatsvindt, of wanneer zij op regelmatige wijze verandert, spreekt men van gepolariseerd licht. Men onderscheidt daarbij lineair, circulair en elliptisch gepolariseerd licht.

### Golffronten
In plaats van lichtstralen hanteert men in de fysische optica het begrip golffront. Dit is een vlak dat een verzameling vormt van punten met gelijke fase. In isotrope media staat de voortplantingsrichting altijd loodrecht op het golffront, in anisotrope media is dat meestal niet zo.

### Dopplereffect
Als een golf wordt waargenomen die wordt uitgezonden door een bron die ten opzichte van de waarnemer beweegt, dan treedt het dopplereffect op (dat kenmerkend is voor alle golfverschijnselen, dus ook bijvoorbeeld voor geluid): de frequentie wordt hoger waargenomen wanneer de bron naar de waarnemer toe beweegt (of andersom), en lager wanneer de bron van de waarnemer af beweegt (of andersom). Christian Doppler stelde in 1842 dat spectraallijnen van bepaalde sterren iets in de richting van het rood verschoven waren (dus langgolviger oftewel lagerfrequent werden), en die van andere sterren in de richting van het blauw (kortgolviger en dus hogerfrequent). Dat komt door de beweging van de sterren van de waarnemer af, respectievelijk naar de waarnemer toe.

## Grenzen van de klassieke fysische optica
Er zijn verschijnselen die niet met de klassieke golftheorie te verklaren zijn. Een voorbeeld is het in 1887 door Heinrich Hertz ontdekte en in 1905 door Albert Einstein verklaarde foto-elektrisch effect. De kwantumoptica was hiermee geboren. Einstein kreeg in 1921 in het bijzonder hiervoor de Nobelprijs voor de Natuurkunde. Einstein verklaarde de wisselwerking tussen straling en materie door aan te nemen dat energie niet als een continue stroom, maar in „pakketjes” wordt uitgewisseld. Deze pakketjes worden nu fotonen genoemd. Men sprak dan ook van een golf-deeltje-dualisme. Een dergelijk dualisme bleek ook te bestaan voor deeltjes, zoals protonen, neutronen en elektronen en het is een centraal gegeven in de moderne kwantummechanica.